# Le Khalife de Constantine
Le Khalifa de Constantine, de son titre complet  Ali Ben-Ba-Ahmed  ين با احمد, Khalifa des Haractas et des Nememchas, avec résidence à Constantine, suivi de son escorte, est un tableau orientaliste à l'huile sur toile du peintre français Théodore Chassériau, signé et daté de 1845. Il est conservé au château de Versailles. Le neveu du peintre, a acquis ce tableau lors d’une vente aux enchères à l’hôtel Drouot à Paris, le 4 mai 1881. À sa mort, il le lèguera au musée de Versailles. 

## Réalisation
Ce tableau illustre bien la « passion de la couleur et du mouvement » qui s'empare de Chasseriau à cette époque. Le portrait équestre représente le chef des Haraktas, Ali Ben Ahmed, qui a par ailleurs invité Chassériau pendant sa visite à Paris.

## Parcours du tableau
Il est exposé au Salon de 1845.

## Réception critique
Il lui est reproché une « imitation néfaste de l'art de Delacroix », bien que le tableau soit décrit comme « plein de grandeur et de majesté ». Il lui est également reproché un manque de science et de fermeté, et des membres mal attaché pour le cheval du premier plan.